# Nur Amirul Fakhruddin Marzuki
Nur Amirul Fakhruddin Marzuki (* 24. Januar 1992) ist ein malaysischer Bahn- und Straßenradrennfahrer.
Nur Amirul Fakhruddin Marzuki wurde 2009 auf der Bahn malaysischer Meister in der Einerverfolgung der Juniorenklasse. Seit 2011 fährt er für das malaysische Terengganu Cycling Team, welches eine UCI-Lizenz als Continental Team besitzt. In seiner ersten Saison dort wurde Marzuki Fünfter beim Melaka Chief Minister Cup hinter dem Sieger Hassan Maleki aus dem Iran.

## Erfolge – Bahn
2009
- Malaysischer Meister – Einerverfolgung (Junioren)

## Erfolge – Straße
2013
- Malaysischer Meister – Einzelzeitfahren (U23)
- Malaysischer Meister – Straßenrennen (U23)
- CFI International Race 1 – Mumbai

2015
- Malaysischer Meister – Straßenrennen
- eine Etappe Tour of Borneo

2017
- eine Etappe und Punktewertung Jelajah Malaysia

2019
- Gesamtwertung, Punktewertung und eine Etappe Tour de Siak
- eine Etappe Tour of Peninsular

## Teams
- 2011 Terengganu Cycling Team
- 2012 Terengganu Cycling Team
- 2013 Terengganu Cycling Team
- 2014 Terengganu Cycling Team
- 2015 Terengganu Cycling Team
- 2016 Terengganu Cycling Team
- 2017 Terengganu Cycling Team
- 2018 Terengganu Cycling Team
- 2019 Terengganu Cycling Team